# Riley Keough

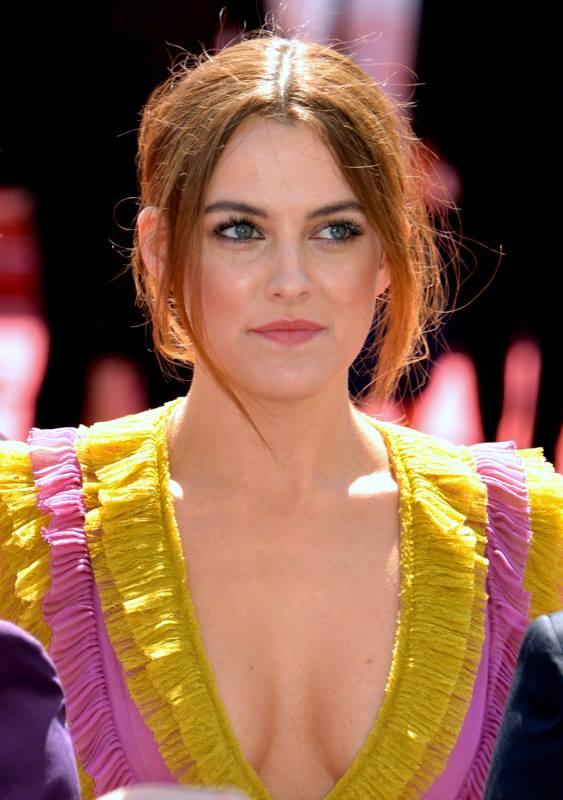
Riley Keough, 2016

Danielle Riley Keough [ˈkiːoʊ] (* 29. Mai 1989 in Santa Monica, Kalifornien) ist eine US-amerikanische Schauspielerin.

## Privatleben
Riley Keough ist eine Tochter der Sängerin und Songschreiberin Lisa Marie Presley (1968–2023) und des Schauspielers Danny Keough.  Sie ist die älteste Enkelin von Elvis und Priscilla Presley. Sie hatte einen 1992 geborenen Bruder, der 2020 Suizid beging, und hat zwei Halbgeschwister.
Von 2011 bis Anfang 2014 lebte Keough in einer Beziehung mit dem Schauspieler Alex Pettyfer. Im August 2014 verlobte sie sich mit dem Stuntman Ben Smith-Petersen, den sie am Set von Mad Max: Fury Road kennengelernt hatte. Das Paar heiratete 2015 in Napa und bekam 2022 eine Tochter.
Im Jahr 2023, nach dem Tod ihrer Mutter, übernahm Keough die Verwaltung des Elvis-Nachlasses. Um die Übernahme hatte Keough einen Rechtsstreit mit ihrer Großmutter Priscilla Presley geführt. Im Jahr 2024 stoppte ein Gericht eine wegen angeblicher Kreditschulden anberaumte Zwangsversteigerung des Elvis-Anwesens Graceland, nachdem Keough dagegen geklagt hatte.

## Karriere
Sie begann ihre Karriere als Model im Alter von vierzehn Jahren, als sie erstmals für das Modelabel Dolce & Gabbana in Italien über den Laufsteg lief. Ebenfalls 2004 zierte sie das Cover der Zeitschrift Vogue gemeinsam mit ihrer Mutter Lisa Marie und ihrer Großmutter Priscilla.
2010 gab sie ihr Schauspieldebüt an der Seite von Kristen Stewart in dem Drama The Runaways, das die Geschichte der gleichnamigen Band erzählt. Sie spielte darin die Rolle von Marie Currie, der Schwester von Leadsängerin Cherie Currie (gespielt von Dakota Fanning). Im selben Jahr stand sie für den Film The Good Doctor an der Seite von Orlando Bloom als Diane Nixon vor der Kamera. Außerdem spielte sie die weibliche Hauptrolle in dem Film Jack & Diane. 2012 spielte Keough eine Nebenrolle in dem Film Magic Mike.
2022 entstand der gemeinsam mit Gina Gammell inszenierte Spielfilm War Pony, der Keoughs Debüt als Filmregisseurin und Drehbuchautorin ist. Der Film wurde bei den Internationalen Filmfestspiele von Cannes 2022 für den Un Certain Regard nominiert und mit der Caméra d’Or ausgezeichnet.
2023 erschien bei Prime Video die Miniserie Daisy Jones & The Six über eine fiktive Rockband im Los Angeles der 1970er Jahre. Für die Serie nahmen sie und ihr Kollege Sam Claflin intensiven Unterricht in Gesang und Gitarre, um alle Songs selbst einzuspielen. Keough erhielt für die Rolle der Daisy Jones Nominierungen für den Emmy und den Golden Globe.

## Filmografie (Auswahl)

### Schauspielerin
- 2010: The Runaways

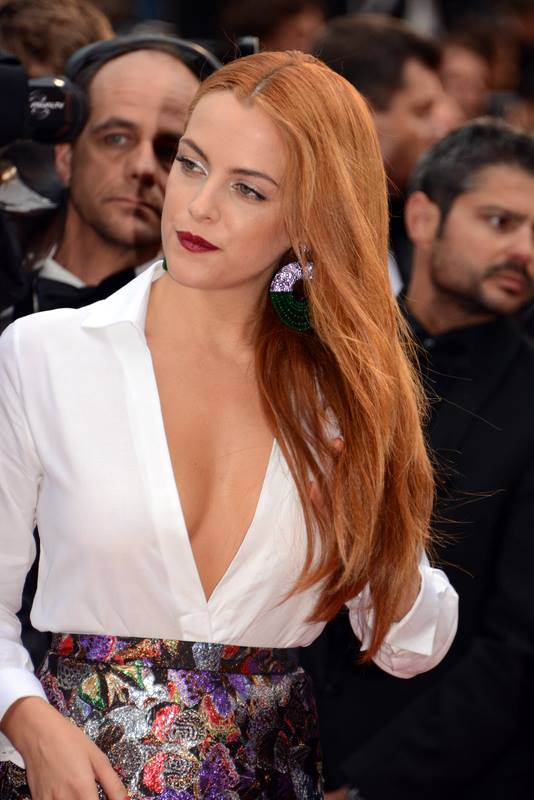
Riley Keough bei den Filmfestspielen von Cannes 2014

- 2011: The Good Doctor – Tödliche Behandlung (The Good Doctor)
- 2011: Jack & Diane
- 2012: Kiss of the Damned
- 2012: Magic Mike
- 2012: Yellow
- 2015: Dixieland
- 2015: Mad Max: Fury Road
- 2016: Lovesong
- 2016: American Honey
- 2016: The Girlfriend Experience (Fernsehserie, 13 Episoden)
- 2017: The Discovery
- 2017: Wir gehören nicht hierher (We Don’t Belong Here)
- 2017: It Comes at Night
- 2017: Logan Lucky
- 2018: The House That Jack Built
- 2018: Under the Silver Lake
- 2018: Wolfsnächte (Hold the Dark)
- 2018: Riverdale (Fernsehserie, Episode 3x07)
- 2018: Welcome the Stranger (auch Produktion)
- 2018: Paterno (Fernsehfilm)
- 2019: The Lodge
- 2019: Wo die Erde bebt (Earthquake Bird)
- 2020: Zola
- 2020: The Devil All the Time
- 2021: The Guilty
- 2021: Calls (Fernsehserie, Episode 1x02, Stimme)
- 2022: The Terminal List – Die Abschussliste (The Terminal List, Fernsehserie, 8 Episoden)
- 2023: Daisy Jones & the Six (Fernsehserie, 10 Episoden)
- 2024: Sasquatch Sunset (auch Produktion)
- 2024: Under the Bridge (Miniserie, auch Produktion)
- 2025: Hurry Up Tomorrow

### Regie, Drehbuch und Produktion
- 2022: War Pony
- 2023: Manodrome (nur Produktion)

## Auszeichnungen
Emmy
- 2023: Nominierung als beste Hauptdarstellerin – Miniserie oder Fernsehfilm für Daisy Jones & the Six

Golden Globe Award
- 2017: Nominierung als beste Hauptdarstellerin – Miniserie oder Fernsehfilm für The Girlfriend Experience
- 2024: Nominierung als beste Hauptdarstellerin – Miniserie oder Fernsehfilm für Daisy Jones & the Six

Internationale Filmfestspiele von Cannes
- 2022: Auszeichnung mit der Caméra d’Or für War Pony

## Publikationen
- Lisa Marie Presley (posthume Veröffentlichung), Riley Keough: From Here to the Great Unknown – Von hier ins Ungewisse: Erinnerungen, Übersetzung von Sylvia Bieker und Henriette Zeltner-Shane, Penguin, München 2024, ISBN 978-3-328-60378-8